# Rosario Livatino
Rosario Angelo Livatino, född 3 oktober 1952 i Canicattì, Sicilien, död 21 september 1990 i Agrigento, Sicilien, var en italiensk romersk-katolsk domare och martyr. Han förklarades som vördnadsvärd av påve Franciskus den 21 december 2020 och kommer att saligförklaras den 9 maj 2021.

## Biografi
Rosario Livatino var son till Vincenzo Livatino och Rosalia Corbo. Han avlade juris doktorsexamen vid Palermos universitet år 1975. År 1979 utsågs han till ställföreträdande offentlig åklagare i Agrigento och ledde kampen mot den organiserade brottsligheten. Tio år senare, år 1989, blev han domare. Året därpå mördades han av maffian.